# Piltenes pagasts
Piltenes pagasts er en territorial enhed i Ventspils novads i Letland. Pagasten havde 559 indbyggere i 2010 og 474 indbyggere i 2016 og omfatter et areal på 187,86 kvadratkilometer. Hovedbyen i pagasten er Piltene.